# Elm-Bergturnfest

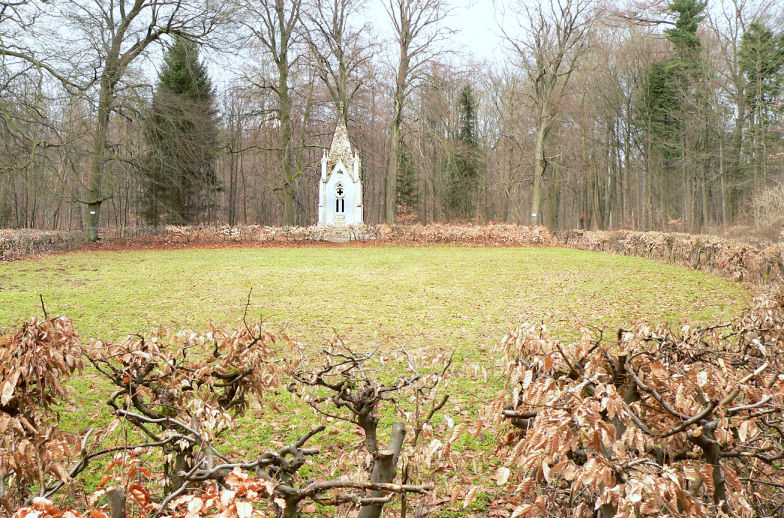
Das Rasenrondell am Tetzelstein, Platz der Siegerehrungen

Das eintägige traditionelle Elm-Bergturnfest im Elm auf dem Tetzelstein zwischen Königslutter und Schöppenstedt im Bundesland Niedersachsen ist das historisch zweitälteste in Deutschland veranstaltete Bergturnfest, es findet seit 1866 bis heute statt.

## Programm
Das Elm-Bergturnfest ist international offen für Teilnehmer, Kinder, Jugendliche, Erwachsene sowie Senioren. Teilnehmende Gruppen und Vereine können turnerische oder tänzerische Shows sowie Performances darbieten. Bei einzelnen Wettkämpfen geht es um die Wanderpreise des Niedersächsischen Kultusministers.
Veranstalter ist der 2002 gegründete Förderverein Elm-Bergturnfest e. V. Ein von ihm gebildeter Elm-Ausschuss konzipiert und organisiert die Veranstaltungen für den Turnkreis Braunschweig.

## Sportarten
Beim Elm-Bergturnfest werden Leichtathletik und Turnen sowie folgende Sportdisziplinen angeboten
- Bodenturnen
- Familienstaffel
- Fitnesstest (Rope Skipping, Medizinball-Weitwurf, Zielwurf, Ballkreisen um die Hüfte, Übersteigen von Hindernissen, Schlängellauf, Walken und Merkfähigkeit)
- Gemischter Mehrkampf (Vierkampf)
- Gerätturnen (Pferd)
- Jedermannlauf (Kinder und Jugendliche 2000 Meter, Erwachsene 3000 Meter)
- Kugelstoßen (3, 4, 5, 6,25 und 7,26 Kilogramm)
- Lauf (50, 75 und 100 Meter)
- Leichtathletischer Dreikampf
- Orientierungslauf (Score-OL auf Einsteiger-Niveau)
- Standweitsprung
- Tetzel-Wettkampf
- Weitsprung[1]

## Geschichte
Am Pfingstmontag, 20. Mai 1866, starten die Turnerschaft des Handwerkervereins Braunschweig sowie die Männerturnvereine aus Braunschweig, Helmstedt, Jerxheim, Königslutter und Schöppenstedt zu einer gemeinsamen Wanderung in das Reitlingstal des Elm. Bei dem Ausflug präsentierte der Turnwart des MTV Braunschweig, Sanitätsrat Gustav Mack, die Idee, einen jährlichen Wettbewerb der Turner in der freien Natur abzuhalten. Die anwesenden Vereine brachten diesen Vorschlag beim Bezirksturntag in Braunschweig am 11. Juli 1866 ein, wo er Zustimmung fand. Der erste Wettbewerb dieser Art fand am 19. August 1866 auf dem Reitling statt. Dies war die Geburtsstunde des Elm-Bergturnfestes, des historisch zweite Bergturnfest in Deutschland nach dem Feldbergfest im hessischen Taunus.
In den Folgejahren blieb der Veranstaltungsort nicht konstant, sondern wechselte zwischen Reitling und Luttertal bei Königslutter. Erst 1887 wurde in einem "Gesetz für das Elm-Wettturnen" fixiert, dass der Platz auf dem Tetzelstein "auf ewige Zeit" Festplatz des Elm-Bergturnfestes sein soll. Dort, an der historischen Verbindungsstraße von Schöppenstedt nach Königslutter, ist 1884 ein Kiosk eröffnet worden. Er war der Vorläufer einer Waldgaststätte, die den Platz ab 1894 zu einem populären Ausflugsziel machte.
Von 1887 bis 1930 war das Elm-Bergturnfest eine reine Männerveranstaltung, so genannte Ehrenjungfrauen dienen eher als Zierde. Sie durften Eichenlaub sammeln und daraus Siegerkränze für die erfolgreichen Turner winden.
Während des Ersten Weltkrieges waren die meisten Turner als Soldaten an der Front im Einsatz und das Elm-Bergturnfest wurde ausgesetzt.
Ab 1931 durften auch Mädchen und Frauen am Elm-Bergturnfest teilnehmen. Nachdem sich der Teilnehmerkreis derart erweiterte, wurden die Wettkampfanlagen sukzessive ausgebaut.

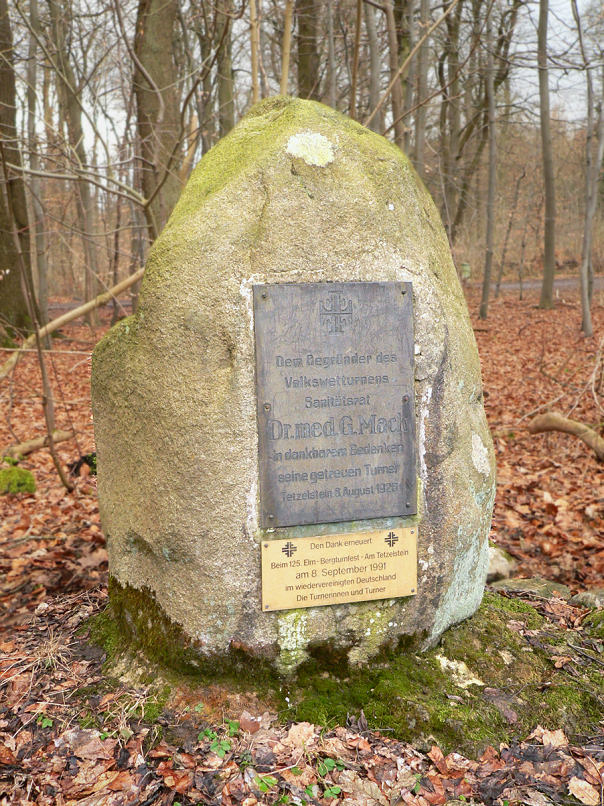
Gedenkstein von 1926 für den Begründer des Elm-Bergturnfestes Sanitätsrat Gustav Mack an der Tetzelstein-Lichtung

Dem Begründer des Elm-Bergturnfestes, Sanitätsrat Gustav Mack, wurde 1926 südlich des Rondells ein Findling als Gedenkstein gewidmet. Eine daran angebrachte Tafel trägt unter dem Turnerkreuz die Gravur:
"Dem Begründer des

Volkswetturnens

Sanitätsrat

Dr. med. G. Mack

in dankbarem Gedenken

seine getreuen Turner

Tetzelstein, 5. August 1926"
Schon 1928 wurde nordöstlich des Denkmals eine 100-Meter-Laufbahn planiert, was ein Fortschritt gegenüber den bisher genutzten unebenen Waldwegen mit hohem Verletzungsrisiko und der Straße war. Bis zum Jahr 1936 entstanden insgesamt fünf Laufbahnen, neun Bahnen für das Kugelstoßen, neun Anlagen für den Weitsprung und sechs Anlagen für den Hochsprung.
Der Zweite Weltkrieg ließ das Elm-Bergturnfest pausieren, die meisten Turner waren im Kriegseinsatz, viele Frauen in kriegswichtigen Produktionsbetrieben.
1958 entsteht südlich der Waldgaststätte eine 50-Meter-Laufbahn, Wurf- und Sprunganlagen werden in das Waldgebiet südlich des 1935 entstandenen Parkplatzes verlegt, um den Tetzelstein aufzuforsten. Heute ist dort lediglich je eine dieser Anlagen verblieben.
Im Jahr 1991 wurde unterhalb der gravierten Tafel des Gedenksteines für Gustav Mack eine weitere kleinere Tafel angebracht. Sie zeigt zwei Turnerkreuze und die Inschrift:
"Den Dank erneuert

Beim 125. Elm-Bergturnfest Am Tetzelstein

am 8. September 1991

im wiedervereinigten Deutschland

Die Turnerinnen und Turner"
Das Jahr 2002 war für das Elm-Bergturnfesten eine harte Zäsur. Aufgrund abnehmender Teilnehmerzahlen und eines hohen finanziellen Defizits beschloss der Turnbezirk Braunschweig die Einstellung der Veranstaltung. Zum Erhalt des Elm-Bergturnfestes gründeten die Organisatoren den Förderverein Elm-Bergturnfest e. V., der neue Konzepte, Fundraising und eine starke Öffentlichkeitsarbeit betreibt.

### Name und Zählweise
Der Name Elm-Bergturnfest entspricht nicht der historischen Bezeichnung der Veranstaltung. Zunächst war von einem Wettturnen die Rede, später vom Elm-Wettturnen, dann vom Volks-Wettturnen im Elm. Der Wettkampfgedanke zur Ermittlung des Siegers war damals neu für das Turnen, bei dem es sonst eher das Erreichen von vorgesehenen Mindestleistungen ging.
Die fortlaufende Nummerierung der Elm-Bergturnfeste entspricht nicht der historischen Wahrheit. Die Zählung beginnt beim ersten Elm-Bergturnfest im Jahr 1866, lässt jedoch unberücksichtigt, dass zum Beispiel während der Kriegsjahre keine Elm-Bergturnfeste stattgefunden haben., so war es 2015 das 149.